# Ассоциация футбольных федераций Азербайджана
АФФА — Ассоциа́ция футбо́льных федера́ций Азербайджа́на (азерб. Azərbaycan Futbol Federasiyaları Assosiasiyası, AFFA) — организация, осуществляющая контроль и управление футболом в Азербайджане. Занимается организацией национального чемпионата, кубка страны, суперкубка, игр сборных страны, поддержкой, развитием и популяризацией футбола в целом.

## История
Первые футбольные клубы начали создаваться в 1905 году. Эти команды в основном представляли крупные бакинские нефтепромышленные компании.
Первый официальный чемпионат был проведен в Баку в 1911 году, победителем которого стала команда Английской нефтяной компании под названием «Британский клуб».
В 1912 году азербайджанская команда  провела первую международную игру в Тбилиси, против команды «Сокол», в которой одержала победу со счетом 4:2.
Сборная Азербайджана по футболу провела свои первые товарищеские матчи в 1929 году против сборной Ирана в Тегеране, в которых одержала три крупные победы — 4:0, 4:1 и 11:0.
После обретения независимости в 1991 году, в марте 1992 года была создана АФФА — Ассоциация футбольных федераций Азербайджана. В 1994 году АФФА была принята в УЕФА и ФИФА. В том же году сборная начала выступать в отборочных матчах к чемпионату Европы-96.
Разрабатывается стратегия развития Ассоциации.

## Общие сведения
Штаб-квартира находится в Баку. Функционируют также региональные офисы.
АФФА так же занимается судейским корпусом. Председателем отдела арбитров Азербайджана является Хагани Мамедов.

## Члены АФФА

### Список клубов Премьер-лиги
| 1. Зиря 2. Шамахы 3. Нефтчи (Баку) 4. Карабах (Агдам) 5. Кяпаз 6. Туран Товуз | - 7. Сабах - 8. Сабаил - 9. Габала - 10. Сумгаит |

### II. Региональные футбольные федерации
- 1. Северная региональная федерация футбола
- 2. Западная региональная федерация футбола
- 3. Центральная региональная федерация футбола
- 4. Нахичеванская региональная федерация футбола
- 5. Карабахская региональная федерация футбола
- 6. Региональная федерация футбола Баку
- 7. Южная региональная федерация футбола
- 8. Северо-Западная региональная федерация футбола
- 9. Гянджинская региональная федерация футбола

### III. Отраслевые федерации футбола
- 1. Женская федерация футбола Азербайджана
- 2. Федерация футзала Азербайджана
- 3. Детско-юношеская федерация футбола Азербайджана
- 4. Федерация любительского футбола Азербайджана
- 5. Федерация пляжного футбола Азербайджана
- 6. Параолимпийская федерация футбола Азербайджана

### IV. Общественные объединения
- 1. Объединение футболистов Азербайджана
- 2. Объединения любителей футбола Азербайджана
- 3. Объединение футбольных судей
- 4. Объединение футбольных тренеров
- 5. Союз ветеранов футбола

## Структура АФФА
В структуру АФФА входят президент, четыре вице-президента, исполнительный комитет, генеральный секретарь.
Со 2 апреля 2024 года вице-президентами являются Эльшад Насиров, Балакиши Касумов, Кенуль Мехтиева.
Исполнительным вице-президентом, а также исполнительным генеральным секретарём является Сархан Гаджиев.

### Исполнительный комитет
На апрель 2024 года в Исполнительный комитет входят:
От общественного объединения «Профессиональная футбольная лига» («ПФЛ»)
- Самед Гурбанов (ПФК «Нефтчи»)
- Фарид Мансуров («ПФЛ»)
- Хаял Джафаров (ФК «Сумгаит»)
- Гурбан Гурбанов (ФК «Карабах»)
- Магсуд Адыгезалов (ФК «Сабах»)

От общественного объединения региональных футбольных федераций
- Эльшад Насиров (от ОО «Западная региональная футбольная федерация»)
- Балакиши Касумов (от ОО  «Северная региональная футбольная федерация»)
- Сархан Гаджиев (от ОО  «Региональная футбольная федерация»)

От общественного объединения общественных футбольных организаций
- Кенуль Мехтиева (от общественного объединения общественных футбольных организаций)
- Заур Ахундов (от Общественного объединения любителей футбола Азербайджана)

От общественного объединения «Отраслевые футбольные федерации»
- Ульви Мансуров (от Федерации футзала Азербайджана)
- Лейла Халилова (от Федерации студенческого футбола Азербайджана)

### Департаменты
- Департамент по организации и проведению соревнований
- Департамент сборных национальных команд
- Финансовый департамент
- Департамент маркетинга и рекламы
- Технический департамент
- Департамент информации и связи с общественностью
- Административно-хозяйственный Департамент

## Президенты
- Фуад Мусаев (1992 — 2003)[4]
- Ровнаг Абдуллаев (2008 — 2 апреля 2024)[5][6][7]
- Ровшан Наджаф (со 2 апреля 2024)[7]

## Кодекс этики
Кодекс этики футболистов, судей и официальных лиц — участников чемпионата Азербайджана:
- Проявляйте уважение словом и действием по отношению соперникам, судьям, товарищам по команде, официальным лицам и болельщикам.
- Оказывайте противостояние мошенничеству, угрозам, умышленному нанесению ударов или травм сопернику, употреблению допинга.
- Поддерживайте кампании против расизма, насилия, коррупции и эксплуатации.
- Играйте в рамках правил игр, устава и «Fair Play» (Честная игра).
- Умейте «переварить» поражение.
- Всегда показывайте примеры в поведении с лучшей стороны.
- Пропагандируйте свои знания для защиты и развития футбола.
- Принимайте ответственность за свои действия.
- Помните о последствиях эмоциональных действий и негативного поведения.
- Окажите помощь развитию эмоционального, умелого, безопасного и честного футбола.

## Футбольная академия Азербайджана
Первая Футбольная академия в Азербайджане. Построена при финансовой поддержке УЕФА и АФФА с целью развития детского футбола в стране. Официальная церемония открытия Академии состоялось 23 февраля 2009 года при участии члена Исполнительного комитета ФИФА, вице-президента УЕФА Шенеса Эрзика, технического директора ФИФА Жана Мишеля Бенезета, президента АФФА Ровнага Абдуллаева, заместителя министра молодёжи и спорта Азербайджана Исмаила Исмайлова, вице-президента Национального олимпийского комитета Азербайджана Чингиза Гусейнзаде, членов Исполнительного комитета АФФА, ветеранов футбола и других официальных лиц.